# Сігфрід Вільгельм Арнелл
Сігфрід Вільгельм Арнелл (швед. Sigfrid Vilhelm Arnell; 1895 — 1970) — шведський ботанік. Син бріолога Хемпуса Вільгельма Арнелла (1848—1932).
Сігфрід Вільгельм Арнелл народився у 1895 році у Євле. Після закінчення навчання в Уппсалі та Стокгольмі він працював у лікарні в Євле, де з 1927 до 1960 року був завідувачем рентгенологічного відділення, у 1963 він знову перебрпався до Уппсали. У похилому віці він хворів на хворобу Паркінсона та страждав від вад зору.
У 1951 році він став почесним членом Британського Бріологічного Товариства. З метою поповнення ботанічної колекції він подорожував по Західному Шпіцбергені (1956), Канарських островах (1958, 1959), Північній Швеції (1960) та Єгипті (1961). Він був автором 79 наукових праць.

## Окремі наукові праці (видані англійською мовою)
- Illustrated moss flora of Fennoscandia, I: Hepataceae, 1956.
- Hepaticae collected by O. Hedberg et al. on the East African Mountains, 1956.
- Hepatics from Tristan da Cunha, 1958.
- A contribution to the knowledge of the bryophyte flora of W. Spitsbergen, and Kongsfjorden (King's Bay, 79°N.), 1959.
- Hepaticae of South Africa. (National government publication), 1963.[8]